# 古江村
古江村（ふるえむら）は、島根県八束郡にあった村。現在の松江市古志町、西谷町、西浜佐陀町、古曽志町、荘成町、打出町、東長江町、西長江町にあたる。

## 地理
- 湖沼：宍道湖[1]
- 河川：佐陀川[1]
- 山岳：朝日山[1]

## 歴史
- 1889年（明治22年）4月1日、町村制の施行により、秋鹿郡古志村、古曽志村、長江村が発足[2]。
- 1896年（明治29年）4月1日、郡の統合により上記3村は八束郡に所属[2]。
- 1908年（明治41年）5月1日、上記3村が合併して古江村が発足[1][3]。
- 1952年（昭和27年）大字西谷に柿原貯水池が完成[1]。
- 1955年（昭和30年）3月10日、松江市に編入され廃止[1][3]。

### 地名の由来
合併3村の漢字各一文字を組合わせたもの。

## 産業
- 農業、漁業[1]

## 交通

### 鉄道
- 1928年（昭和3年）一畑電鉄（現一畑電車北松江線）が開通し、浜佐陀駅、古曽志駅（2駅を統合、現松江イングリッシュガーデン前駅）、長江駅を開設[1]。